# Premio del Sindicato de Guionistas 1958
La 11ª edición de los Premios del Sindicato de Guionistas de Estados Unidos otorgados a los mejores guionistas de cine y televisión de 1958. Los ganadores fueron anunciados en 1959.

## Nominados y ganadores[2]

### Cine
Los ganadores están listados primero y en negritas.
| Mejor Guion en Musical - Gigi – Alan Jay Lerner; basado en la novela de Colette⭐ - Damn Yankees – George Abbott; basado en el libro de George Abbott y Douglass Wallop - South Pacific – Paul Osborn; basado en "Tales of the South Pacific" de James A. Michener - The Girl Most Likely – Devery Freeman - Tom Thumb – Ladislas Fodor; basado en la historia de Brothers Grimm | Mejor Guion Dramático - The Defiant Ones – Harold Jacob Smith y Nedrick Young⭐ - Cat on a Hot Tin Roof – Richard Brooks y James Poe; basado en la obra de Tennessee Williams - I Want to Live! – Nelson Gidding y Don Mankiewicz - Separate Tables – Terence Rattigan y John Gay; basado en la obra de Terence Rattigan - The Long, Hot Summer – Irving Ravetch y Harriet Frank Jr.; based on la novela "Hamlet" de William Faukner |
| Mejor Guion de Comedia - Me and the Colonel – S.N. Behrman y George Froeschel; basado en la obra de Franz Werfel⭐ - Houseboat – Melville Shavelson y Jack Rose - Indiscreet – Norman Krasna; basado en su obra - Teacher's Pet – Fay Kanin y Michael Kanin - The Reluctant Debutante – William Douglas-Home y Julius J. Epstein                                                 | |

### Premios Especiales
| Premio Laurel para el Logro de Guion en Cine | Premio Laurel para el Logro de Guion en Cine |
| -------------------------------------------- | -------------------------------------------- |
| Nunnally Johnson                             |                                              |